# Потенца (провінція)
Провінція Потенца (італ. Provincia di Potenza) — провінція в Італії, у регіоні Базиліката.
Площа провінції — 6 546 км², населення — 381 481 осіб.
Столицею провінції є місто Потенца.

## Географія

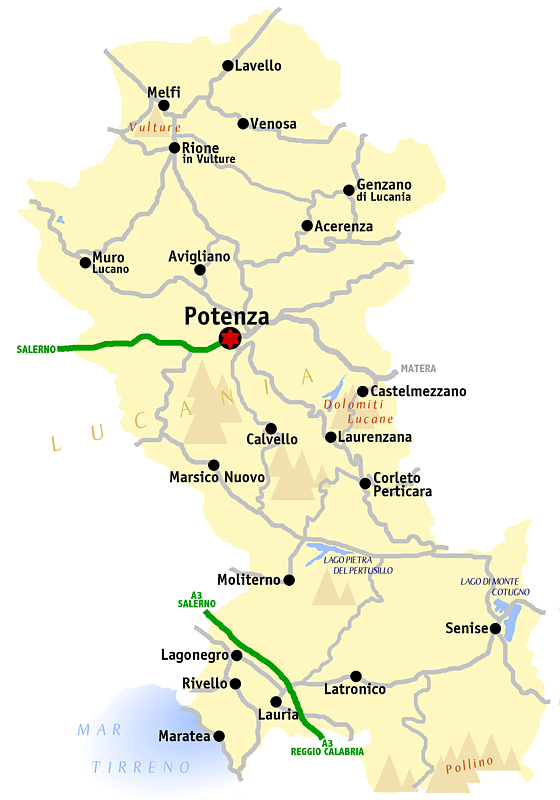
Мапа провінції

Межує на заході з регіоном Кампанія (провінцією Салерно і провінцією Авелліно), на півночі з регіоном Апулія (провінцією Фоджа, провінцією Барлетта-Андрія-Трані і провінцією Барі), на сході з провінцією Матера, на півдні з регіоном Калабрія (провінцією Козенца).

## Основні муніципалітети
Найбільші за кількістю мешканців муніципалітети (ISTAT, 2008)
| Муніципалітет       | Населення (agosto 2008) |
| ------------------- | ----------------------- |
| Потенца             | 68.060                  |
| Мелфі               | 17.354                  |
| Лавелло             | 13.867                  |
| Ріонеро-ін-Вультуре | 13.538                  |
| Лаурія              | 13.507                  |
| Веноза              | 12.162                  |
| Авільяно            | 12.001                  |
| Сенізе              | 7.399                   |
| Тіто                | 7.004                   |